# Campeonato Asiático de Atletismo de 2023 - Heptatlo feminino
A prova do heptatlo feminino do Campeonato Asiático de Atletismo de 2023 foi disputada nos dias 14  e 15 de julho de 2023, no Estádio Nacional, em Banguecoque, na Tailândia.

## Recordes
Antes desta competição, os recordes mundiais e do campeonato nesta prova eram os seguintes:
|                       | Nome                 | Nacionalidade  | Pontos | Local  | Data                   |
| --------------------- | -------------------- | -------------- | ------ | ------ | ---------------------- |
| Recorde mundial       | Jackie Joyner-Kersee | Estados Unidos | 7.291  | Seul   | 24 de setembro de 1988 |
| Recorde do campeonato | Ghada Shouaa         | Síria          | 6.259  | Manila | 1993                   |
| Recorde asiático      | Ghada Shouaa         | Síria          | 6.942  | Götzis | 26 de maio de 1996     |

## Medalhistas
| Ouro                     | Prata               | Bronze              |
| Ekaterina Voronina (UZB) | Swapna Barman (IND) | Yuki Yamasaki (JPN) |

## Cronograma
Todos os horários são locais (UTC+7)
| Data        | Hora  | Evento                   |
| ----------- | ----- | ------------------------ |
| 14 de julho | 09:00 | 100 metros com barreiras |
| 14 de julho | 09:50 | Salto em altura          |
| 14 de julho | 12:15 | Arremesso de peso        |
| 14 de julho | 17:45 | 200 metros               |
| 15 de julho | 08:45 | Salto em distância       |
| 15 de julho | 16:00 | Lançamento de dardo      |
| 15 de julho | 18:45 | 800 metros               |

## Resultado final
O resultado final foi o seguinte.
| Colocação         | Atleta               | Nacionalidade | 100 m C/B | SA   | AP    | 200 m | SD   | LD    | 800 m   | Total | Notas            |
| ----------------- | -------------------- | ------------- | --------- | ---- | ----- | ----- | ---- | ----- | ------- | ----- | ---------------- |
| Medalha de ouro   | Ekaterina Voronina   | Uzbequistão   | 14.62     | 1.77 | 13.19 | 25.13 | 6.07 | 51.87 | 2:15.68 | 6098  |                  |
| Medalha de prata  | Swapna Barman        | Índia         | 13.98     | 1.80 | 11.96 | 26.26 | 5.84 | 51.09 | 2:24.32 | 5840  |                  |
| Medalha de bronze | Yuki Yamasaki        | Japão         | 14.07     | 1.62 | 13.54 | 25.19 | 5.69 | 42.85 | 2:17.44 | 5696  |                  |
| 4                 | Karin Odama          | Japão         | 13.94     | 1.68 | 12.90 | 26.31 | 5.66 | 40.39 | 2:24.97 | 5487  |                  |
| 5                 | Sarah Dequinan       | Filipinas     | 14.76     | 1.68 | 11.13 | 26.01 | 5.82 | 46.06 | 2:24.54 | 5446  | Recorde nacional |
| 6                 | Chen Tsai-chuan      | Taipé Chinesa | 14.35     | 1.74 | 13.15 | 26.13 | 5.65 | 38.26 | 2:33.22 | 5386  |                  |
| 7                 | Diana Geints         | Cazaquistão   | 16.42     | 1.68 | 11.15 | 27.53 | 5.17 | 40.78 | 2:36.27 | 4671  |                  |
| 8                 | Sunisa Khotseemueang | Tailândia     | 14.96     | 1.68 | 10.10 | 26.87 | 5.63 | 37.00 | DNS     | DNF   |                  |
| 9                 | Zheng Ninali         | China         | 13.92     | NM   | 12.09 | DNS   | –    | –     | –       | DNF   |                  |

Legenda
| Recorde mundial       | Recorde mundial (World record)               |                       | Recorde africano                      | Recorde africano (African) |                                           | Q | Classificado por posição (Qualified) |
| Recorde do campeonato | Recorde do campeonato (Championship record)  | Recorde da América    | Recorde da América (Americas)         | q                          | Classificado por melhor tempo (Qualified) |   |                                      |
| Melhor marca do ano   | Melhor marca do ano (World leading)          | Recorde asiático      | Recorde asiático (Asian)              | DNS                        | Não largou (Did not start)                |   |                                      |
| Recorde nacional      | Recorde nacional (National record)           | Recorde europeu       | Recorde europeu (European)            | DNF                        | Não terminou (Did not finish)             |   |                                      |
| Recorde pessoal       | Recorde pessoal do atleta (Personal best)    | Recorde da Oceania    | Recorde da Oceania (Oceania)          | DSQ / DQ                   | Desclassificado (Disqualified)            |   |                                      |
| Recorde da temporada  | Recorde da temporada do atleta (Season best) | Recorde sul-americano | Recorde sul-americano (South America) | NM                         | Sem marca (No mark)                       |   |                                      |